# Старый Конкуль
Старый Ко́нкуль — деревня в Тюкалинском районе Омской области. Входит в Новокошкульское сельское поселение.

## История
В 1928 году состояла из 139 хозяйств, основное население — русские. В составе Ново-Конкульского сельсовета Тюкалинского района Омского округа Сибирского края.

## Население
| 1926 | 2010 |
| ---- | ---- |
| 801  | ↘120 |